# Charles Paul Phipps
Charles Paul Phipps (1815-1880), de Chalcot House, près de Westbury, Wiltshire, est un marchand anglais au Brésil et plus tard député conservateur de Westbury (1869-1874) et haut shérif du Wiltshire (1875).

## Origines
Charles Paul Phipps est le huitième fils de Thomas Henry Hele Phipps (1777-1841), de Leighton House, Westbury, Wiltshire, et de Mary Michael Joseph Leckonby (1777-1835). Les Phipps sont à l'origine d'éminents drapiers du Wiltshire au XVIe siècle . Au cours des cent années suivantes, la prospérité les propulse dans les rangs de la noblesse terrienne mais, au début du XIXe siècle, la famille se retrouve dans une situation financière plutôt difficile.

## Marchand de café
En 1830, à l'âge de 15 ans, Phipps est envoyé à Rio de Janeiro avec vingt livres en poche pour chercher fortune. En 1837, il s'associe avec son frère aîné, John Lewis Phipps, pour racheter l'entreprise de café brésilienne de Heyworth Brothers. Malgré un certain nombre d'alarmes, l'entreprise prospère, devenant pendant un certain temps l'un des plus grands exportateurs de café du Brésil. Entre 1850 et le milieu des années 1870, le volume de café exporté par l'entreprise est passé de 94 000 à environ un demi-million de sacs par an (évalué à 2 000 000 £).

## Carrière politique
En 1869, Phipps est élu député conservateur de Westbury, par 499 voix contre 488 pour le candidat libéral, Abraham Laverton. Il perd son siège à Laverton en 1874 par 22 voix.
Phipps est décédé le 8 juin 1880, après avoir subi un accident vasculaire cérébral l'année précédente.

## Famille
En 1844, Phipps épouse Emma Mary Benson, issue d'une famille marchande, fille de Moses Benson de Liverpool et petite-fille de Moses Benson (1738-1806). Leur fils aîné, Charles Nicholas Paul Phipps, est également par la suite député de Westbury et High Sheriff of Wiltshire. Leur deuxième fils, William Wilton Phipps, est le grand-père de Joyce Grenfell et de Simon Wilton Phipps, l'évêque de Lincoln.

## Sources
- Notes sur les Pedigrees 'Westbury' Phipps, John C. Phipps (1983, non publié)
- Papiers de la famille Phipps de Leighton et Chalcot (Réf. 540) au Wiltshire and Swindon History Center (catalogue des Archives nationales)